# Hugo Díaz (Fußballspieler, 1987)
Hugo Andrés Díaz Fernández (* 23. Februar 1987 in Santiago) ist ein ehemaliger chilenischer Fußballspieler auf der Position eines Mittelfeldspielers.

## Karriere
Von 2006 bis 2009 spielte Díaz für den CD Cobresal und wechselte 2010 zu Everton. Im Jahr 2011 war er beim CD Cobreloa aktiv. Zwischen 2012 und 2016 stand er bei den Rangers de Talca unter Vertrag. In der Saison 2016/2017 spielte er für San Antonio Unido und verbrachte sein letztes Profijahr bei Fernández Vial, mit dem er den Klassenerhalt in der Segunda División erreichte.